# 법전면
법전면(法田面)은 대한민국 경상북도 봉화군의 면이다. 넓이는 70.22km2이고, 인구는 2022년 3월 1996명이다.

## 역사
- 춘양현(春陽縣) 지역
- 조선시대 봉화군에 편입
- 1914년 4월 1일 와단면(臥丹面)과 중춘양면(中春陽面)을 법전면으로 통폐합하였다.[1] (8리)
- 1973년 7월 1일 소로리를 춘양면에 편입하였다.[2] (7법정리)

## 법정리
- 법전리
- 풍정리
- 척곡리
- 소천리
- 소지리
- 어지리
- 눌산리

## 교통
- 영동선 법전역